# Pavel Alekseevič Golicyn
Principe Pavel Alekseevič Golicyn, in russo Павел Алексеевич Голицын? (8 dicembre 1782 – 21 dicembre 1848), è stato un ufficiale russo.

## Biografia
Era il figlio del vice governatore, il principe Aleksej Petrovič Golicyn (1752-1811), e della sua seconda moglie, Ekaterina Ivanovna Bogdanova (1752-1803).

## Carriera
Nel 1797 iniziò la sua carriera militare. Nel 1804 raggiunse il grado di cornetta. Il 20 aprile 1807 venne trasferito al reggimento di cavalleria, con la nomina di aiutante di campo del generale Illarion Vasil'evič Vasil'čikov.
Nel 1810 venne promosso a tenente e nel gennaio 1812 al grado di capitano. Nel mese di ottobre dello stesso anno entrò nuovamente in servizio come capitano degli Ussari. Partecipò alle campagne 1812-1814. Nel 1814 raggiunse il grado di tenente colonnello.
Nel 1830 è stato promosso a consigliere di Stato ed a ciambellano.

## Matrimonio

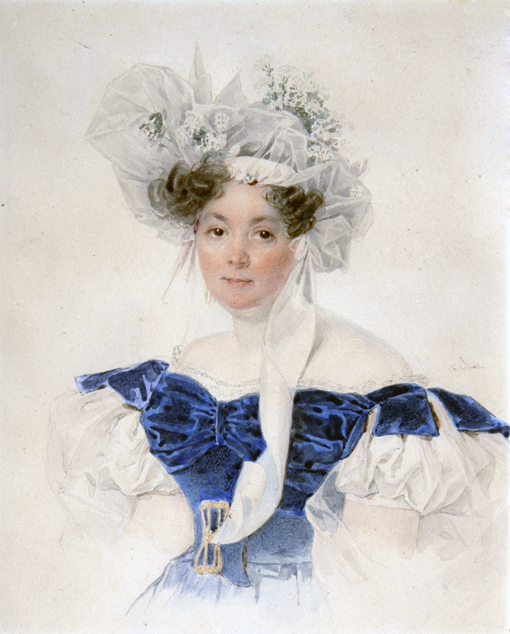
Ritratto di Varvara Sergeevna Kagul'skaja, di Pëtr Fëdorovič Sokolov, 1830.

Nel 1811 sposò Varvara Sergeevna Kagul'skaja (1794-1875), la figlia illegittima del conte Sergej Petrovič Rumjancev. Ebbero nove figli:
- Zinaida Pavlovna (1813-1879), sposò il principe Nikolaj Aleksandrovič Ščerbatov;
- Nikolaj Pavlovič (1814-1886);
- Sergej Pavlovič (1815-1888);
- Michail Pavlovič (1817-1820);
- Ol'ga Pavlovna (1818-1886), sposò il colonnello Pavel Petrovič Čičerin;
- Varvara Pavlovna (1820-1857), sposò Vasilij Sergeevič Šeremetev;
- Michail Pavlovič (1825-1868), sposò la contessa Aleksandra Gudovič;
- Marija Pavlovna (1826-1918), sposò Vladimir Jakovlevič Skarjatin;
- Pavel Pavlovič (1828-1882).

## Morte
Morì il 21 dicembre 1848 e fu sepolto nella sulla tenuta nei pressi di Mosca.